# Milà-Sanremo 1970
La Milà-Sanremo 1970 fou la 61a edició de la Milà-Sanremo. La cursa es disputà el 19 de març de 1970 i va ser guanyada per l'italià Michele Dancelli, que s'imposà en solitari a la meta de Sanremo. Des que el 1957 Loretto Petrucci guanyés la cursa cap italià ho havia tornat a fer.
238 ciclistes hi van prendre part, acabant la cursa 151 d'ells.

## Classificació final
|    | Ciclista         | Equip                    | Temps      |
| -- | ---------------- | ------------------------ | ---------- |
| 1  | Michele Dancelli | Molteni                  | 6h 32' 56" |
| 2  | Gerben Karstens  | Peugeot-Michelin-BP      | + 1' 39"   |
| 3  | Eric Leman       | Flandria-Mars            | m. t.      |
| 4  | Italo Zilioli    | Faema-Faemino            | m. t.      |
| 5  | Walter Godefroot | Salvarani                | m. t.      |
| 6  | Rolf Wolfshohl   | Fagor-Mercier-Hutchinson | m. t.      |
| 7  | Mauro Simonetti  | Ferretti                 | + 1' 43"   |
| 8  | Eddy Merckx      | Faema-Faemino            | + 1' 56"   |
| 9  | Frans Verbeeck   | Geens-Watney-Diamant     | m. t.      |
| 10 | Guido Reybrouck  | Germanvox-Wega           | m. t.      |